# مارتي موراي
مارتي موراي هو لاعب هوكي الجليد كندي، ولد في 16 فبراير 1975 في ديلورين ‏ في كندا.

## وصلات خارجية
- مارتي موراي على موقع دوري الهوكي الوطني (الإنجليزية)
- مارتي موراي على موقع EliteProspects.com (الإنجليزية)
- مارتي موراي على موقع HockeyDB.com (الإنجليزية)
- مارتي موراي على موقع Hockey-Reference.com (الإنجليزية)